# Port lotniczy Dibba
Port lotniczy Dibba – port lotniczy położony w miejscowości Dibba al-Baja w Omanie.